# Ogdensburg (Nova Iorque)
Ogdensburg é uma cidade localizada no estado americano de Nova Iorque, no Condado de St. Lawrence. A sua área de terra é de 4,96 milha quadradas (12,8 km2), sua população é de 10 064 habitantes, e sua densidade populacional é de 2,245.5 hab/mi² (segundo o Censo dos Estados Unidos de 2020). A cidade foi fundada em 1749.